# The Vegetable Orchestra
A The Vegetable Orchestra ("A Zöldség Zenekar") osztrák zenekar 1998-ban alakult Bécsben. Nevükhöz híven zöldségek a hangszereik, azok segítségével állítanak elő zenét. A különleges együttes német neve: Das erste Wiener Gemüseorchester (az első bécsi zöldség zenekar). Tíz zenész, egy szakács és egy hangtechnikus alkotja.
Tagjai több különféle művészeti ágban is jelen vannak (például építészet, festészet, szobrászat). Saját szerzeményeket játszanak, de ugyanúgy játszanak dalokat a Radiantól, a Kraftwerk-től és Igor Stravinskytől. Három nagylemezt is megjelentettek. Az érdekes zenekar turnézik is az egész világon, Magyarországra is eljutottak már.

## Tagok
- Jürgen Berlakovich
- Verena Fuchs
- Susanna Gartmayer
- Barbara Kaiser
- Matthias Meinharter
- Jörg Piringer
- Ingrid Schögl
- Ulrich Troyer
- Stefan Voglsinger
- Martina Winkler

## Diszkográfia
- Gemise – 1999
- Automate – 2003
- Remixed - 2008
- Onionoise – 2010
- Green Album - 2018